# Стояи, Дёме
Дёме Стояи (венг. Sztójay Döme), при рождении Димитрие Стоякович (серб. Димитрије Стојаковић; 5 января 1883, Вершец — 22 августа 1946, Будапешт) — венгерский генерал и дипломат сербского происхождения, премьер-министр Венгрии в период 2-й мировой войны, занимавший прогерманскую позицию.

## Биография
Родился в сербской семье. В юности вступил в австро-венгерскую армию. В годы 1-й мировой войны дослужился до звания полковника. После войны служил в войсках адмирала Хорти, воевавших против Венгерской советской республики, занимался контрразведкой. После назначения Хорти регентом Венгрии Стояи получил звание генерала. В 1925—1933 годах служил военным атташе в Берлине. В 1927 году сменил фамилию Стоякович на Стояи.
В 1933—1935 году служил в министерстве обороны Венгрии. В 1935 году был назначен послом Венгрии в Германии и занимал эту должность до 1944 года. Будучи послом, Стояи наладил тесные связи с министерством иностранных дел Третьего рейха благодаря своей активной прогерманской позиции, лоббировал интересы Германии перед венгерским правительством. В марте 1944 года, когда гитлеровцы вступили на территорию Венгрии и принудили к отставке умеренного премьер-министра Миклоша Каллаи, немецкий посол Эдмунд Веезенмайер предложил Хорти на должность премьер-министра Белу Имреди, однако Хорти взамен предложил кандидатуру Стояи. Хорти надеялся, что Стояи, как профессиональный военный, а не политик, будет меньше поддаваться германскому влиянию. Немцы, которым позиция Стояи была хорошо знакома, одобрили его выбор, и Стояи вступил 23 марта 1944 года в должность премьер-министра Венгрии и министра иностранных дел.
Во главе правительства Стояи проводил откровенно прогерманскую политику. Он легализовал Партию скрещённых стрел Ф. Салаши, направил дополнительные венгерские войска на Восточный фронт, распустил профсоюзы, отправил в тюрьму политических оппонентов, начал преследование левых политиков и активистов. В своих действиях Стояи не считался с авторитетом регента Хорти и проводил массовые преследования евреев. Хорти вскоре пришёл в крайнее раздражение от действий Стояи, однако Гитлер категорически отказывал ему в праве препятствовать действиям последнего. Хорти, однако, использовал своё влияние, чтобы препятствовать депортации евреев; он также настоял на увольнении Имреди из кабинета министров Стояи. В конце концов немцы уступили давлению Хорти, и в августе 1944 года он был заменён в должности премьер-министра более умеренным генералом Гезой Лакатошем.
Когда Хорти был отстранён от власти в октябре 1944 года в результате салашистского переворота, Стояи не получил должности в новом правительстве. В апреле 1945 года Стояи бежал в Германию и был взят в плен американцами. В октябре 1945 года был выдан Венгрии, осуждён Народным трибуналом в Будапеште к смертной казни. Расстрелян в 1946 году.